# Mathilde Tardif

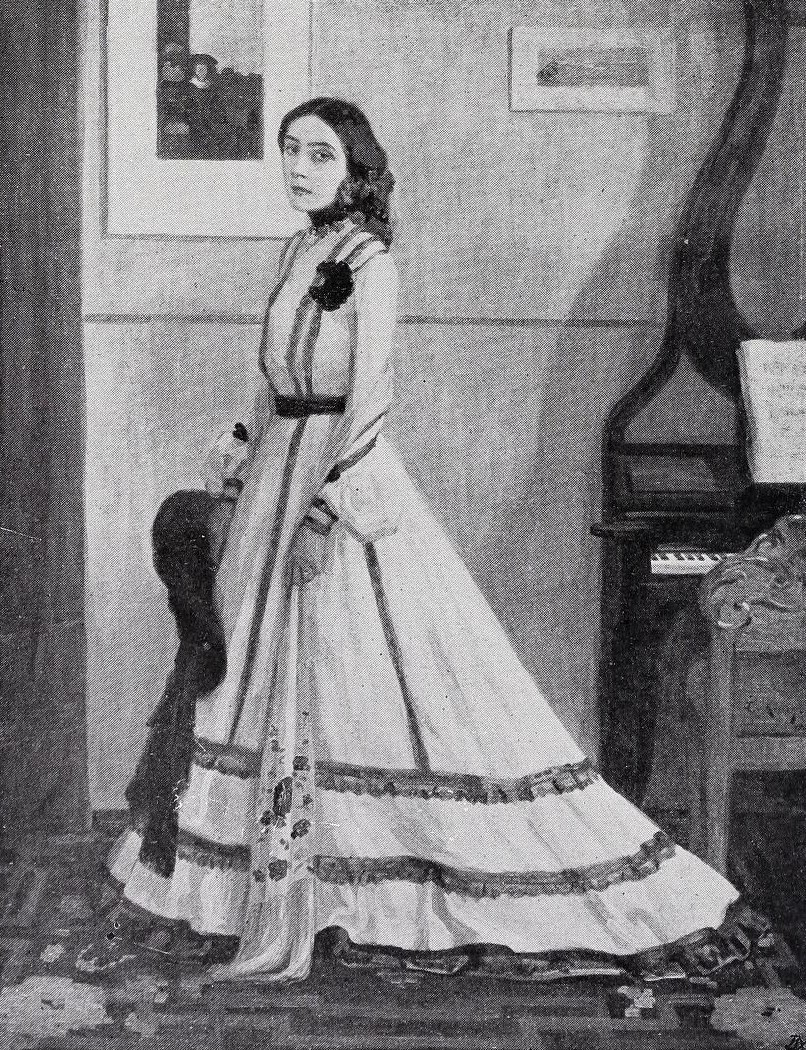
Mathilde Tardif, Porträt der Malerin von Leo von König (1903)

Mathilde Tardif (* 14. Mai 1872 in Marseille; † 5. Mai 1929 in Woltersdorf (Lauenburg)) war eine französische Malerin.

## Leben und Werk
Mathilde Tardif wurde 1872 als Tochter französischer Eltern in Marseille geboren. Zwischen 1894 und 1897 erfolgte ihre Ausbildung an der Académie Julian in Paris. Dort lernte sie den deutschen Maler Leo von König kennen. Zwischen 1901 und 1906 stellte sie fünfmal als Gast der Berliner Secession aus. 1907 heiratete sie Leo von König. Sie hieß nun Mathilde Freifrau von König-Tardif. In die Ehe brachte sie ihre Tochter Yvonne (1892–1957) mit, die von Leo von König adoptiert wurde. Das Ehepaar reiste von April bis Oktober 1908 zusammen mit dem befreundeten Ehepaar Anna und Julius Meier-Graefe nach Portugal und Spanien.
Ab 1912 wohnte das Ehepaar von König in Schlachtensee bei Berlin. Im Jahr 1920 erfolgte die Scheidung. Ihre Tochter Yvonne heiratete 1923 den Maler Walter Becker (1893–1984). Gemeinsam zogen sie im selben Jahr nach Cassis-sur-Mer (Provence).
Am 5. Mai 1929 starb Mathilde Tardif im Haus der Eltern Leo von Königs durch Suizid. Sie wurde in dem Familiengrab der Familie von König in Potsdam beigesetzt. Aus Anlass ihres Todes schickte Gerhart Hauptmann am 17. Mai 1929 ein Telegramm folgenden Inhalts an Leo von König: „Du weisst, wie wir Mathilde von Koenig im Gedächtnis haben als eine der edelsten, bedeutendsten und liebenswertesten Frauengestalten. So behalten Grete und ich sie im Gedächtnis. Das wollte ich Dir sagen mit tiefstem Anteil an Deinem Schmerz. Dein Gerhart Hauptmann“.
Von Mathilde Tardif sind 70 kleinformatige Arbeiten bekannt, alle in Mischtechnik auf Papier, Karton oder Holz.

## Ausstellungen
- 1901–1906: Berliner Secession, Berlin
- 2020: Das Verborgene Museum, Berlin, Einzelausstellung (wegen Covid-19 auf April 2021 verschoben)[6]